# FlyLal
FlyLal (også kendt som Lithuanian Airlines og LAL) var det nationale flyselskab i Litauen, og havde Hub i Vilnius International Airport. Selskabet fløj udenrigs- og indenrigsruter og havde i 2009 14 ruter fra Vilnius.
FlyLal indstillede 17. januar 2009 alle flyvninger på grund af økonomiske problemer. Datterselskabet FlyLAL Charters fortsatte flyvningerne under en anden licens. I juli 2010 skiftede det navn til Small Planet Airlines.

## Historie
FlyLals rødder går tilbage til 20. september 1938 hvor "Lietuvos oro linijos" (Lithuanian Air Lines) blev etableret. Det havde 2 stk. Percival Q.6 Petrel fly, og fløj fra Kaunas til Palanga og Riga. Da Litauen i 1940 blev besat af Sovjetunionen, blev Lietuvos oro linijos en regional del af Aeroflot.
I september 1991, kort tid efter selvstændigheden fra Sovjetunionen, stiftede den litauiske regering, flyselskabet "Lietuvos avialinijos" (Lithuanian Airlines). Den første flyflåde bestod af de 26 russiskbyggede fly fra Aeroflot, der var placeret i Vilnius. (12 stk. Yak-42, 7 stk. Tu-134, 4 stk. An-24, og 3 stk. An-26). I perioden 1991-2005 var selskabet 100% ejet af den litauiske stat.
Efter flere år med tabsgivende drift, mislykkedes forsøg på at skabe en transatlantisk rute, og et stærkt kritiseret salg af de meget eftertragtede landings-slots i London Heathrow Airport, kunne ikke dække et tab på 20 millioner dollars. I 2005 blev Lithuanian Airlines privatiseret, og købt for 27 millioner litas af LAL Investicijų Valdymas, et datterselskab til FlyLal Group. Flyselskabet blev derefter omdøbt til "FlyLal – Lithuanian Airlines".
I løbet af 2008 kom Flylal i kraftigt konkurrence med det lettiske flyselskab AirBaltic, ligesom den globale økonomiske krise var med til at øge selskabets gæld til 86 millioner litas. I slutningen af 2008 meddelte Flylal at de havde store økonomiske problemer, og behøvede hjælp udefra. Efter et mislykkedes salg til et schweizisk firma og regeringen efterfølgende nægtede et statslån, indstillede FlyLal – Lithuanian Airlines alle sine flyvninger den 17. januar 2009. Efterfølgende redningsforsøg mislykkedes.